# Cromato de bario
El cromato de bario es un polvo amarillo arenoso cuya fórmula es BaCrO4. Es un conocido agente oxidante que produce una llama verde cuando se calienta, debido a los iones de bario.

## Historia
El primer cromato de bario de origen natural se encontró en Jordania. Los cristales marrones que se encontraban sobre las rocas que los albergaban recibieron el nombre de hashemita en honor al Reino Hachemita de Jordania. El color de los cristales de hashemita varía de marrón amarillento claro a marrón verdoso más oscuro, y suelen medir menos de 1 mm.
Los cristales de hashemita no están compuestos únicamente de cromato de bario puro, sino que también contienen azufre. Los distintos cristales contienen una gama de impurezas de azufre que van desde los cristales oscuros más puros, Ba1.00(Cr0.93, S0.07)1.00O4, hasta los cristales claros menos puros, Ba1.00(Cr0.64, S0.36)1.00O4.
Se descubrió que la hachemita es un cromato isoestructural análogo de la baritina, BaSO4.

## Preparación y reacciones
Se puede sintetizar haciendo reaccionar hidróxido de bario o cloruro de bario con cromato de potasio.
4 BaCrO
4 + 2 Ba(OH)
2 {\displaystyle {\ce {->[{\ce {NaN3}}]}}} 2 Ba
3(CrO
4)
2  + O
2↑ + 2 H
2O↑
Alternativamente, se puede crear mediante la interacción del cloruro de bario con cromato de sodio. Luego el precipitado se lava, se filtra y se seca.
Es muy insoluble en agua, pero es soluble en ácidos:
2 BaCrO4 + 2 H+ → 2 Ba2+ + Cr2O72− + H2O      Ksp = [Ba2+][CrO42−] = 2.1 × 10−10
Puede reaccionar con hidróxido de bario en presencia de azida de sodio para crear cromato de bario (V). La reacción libera oxígeno y agua.
Ba(OH)
2 + K
2CrO
4  →  BaCrO
4↓ + 2 KOH

## Usos comunes
El cromato de bario ha demostrado su utilidad en muchas aplicaciones. A menudo se utiliza como portador de iones de cromo. Uno de estos casos es su uso como eliminador de sulfatos en baños galvánicos de cromo. Con el tiempo, la concentración de cromo del baño disminuirá hasta que deje de ser funcional. La adición de cromato de bario aumenta la vida útil del baño al aumentar la concentración de ácido crómico.
El cromato de bario es un agente oxidante, por lo que resulta útil para modificar la velocidad de combustión en composiciones pirotécnicas. Es especialmente eficaz en composiciones de retardo, como las mechas de retardo.
El cromato de bario se utiliza como pigmento inhibidor de la corrosión en superficies de galvanoplastia de aleaciones de zinc.
Cuando se mezcla con ácido fumárico sólido, el cromato de bario se puede utilizar para eliminar impurezas y humedad residual de solventes orgánicos de limpieza en seco o de combustibles derivados del petróleo.
El cromato de bario también se utiliza en la composición de un catalizador para la deshidrogenación de alcanos.
El bario también se ha utilizado para colorear pinturas. El pigmento conocido como amarillo limón a menudo contenía cromato de bario mezclado con sulfato de plomo.  Debido a su moderado poder colorante, el amarillo limón no se empleó con mucha frecuencia en la pintura al óleo.  Se sabe que Pierre-Auguste Renoir y Claude Monet pintaron con amarillo limón.

## Investigación
En 2004 se descubrió un método para fabricar nanorods monocristalinos del tipo ABO4. Esta técnica modificada de síntesis de plantillas, que se utilizó originalmente para la síntesis de microtúbulos orgánicos, fue la elegida. Las nanopartículas se dejan crecer en los poros de membranas de alúmina de distintos tamaños. El control del crecimiento y la reproducibilidad de las formas se consigue gracias a los distintos tamaños de los poros. A continuación, se disuelve la alúmina, pero las nanopartículas quedan intactas. Gracias a que la síntesis se puede realizar a temperatura ambiente, el coste y las restricciones de las condiciones se reducen enormemente.
En 2010, se realizó un estudio sobre cuatro compuestos de cromo hexavalente para comprobar la capacidad cancerígena del cromo. Los iones de cromo se acumulan en las bifurcaciones bronquiales, se asientan en el tejido e inducen la aparición de tumores. Utilizando cromato de zinc como patrón, se descubrió que el cromato de bario es tanto genotóxico como citotóxico. Se determinó que la citotoxicidad era probablemente el resultado de la genotoxicidad, pero aún se desconoce la causa de esta.

## Seguridad
El cromato de bario es tóxico. Los cromatos, cuando se pulverizan y se inhalan, son cancerígenos.

## Estudios adicionales
- Kühn, H. y Curran, M., Cromatos de estroncio, bario y calcio, en Pigmentos para artistas. Un manual de su historia y características, vol. 1: Feller, RL (Ed.) Oxford University Press 1986, pág. 205 – 207.